# 5バイ・モンク・バイ5
| 専門評論家によるレビュー | 専門評論家によるレビュー |
| レビュー・スコア         | レビュー・スコア         |
| 出典                     | 評価                     |
| ------------------------ | ------------------------ |
| Allmusic                 | [ 1 ]                    |

5バイ・モンク・バイ5（5 by Monk by 5）はジャズ・ピアニストのセロニアス・モンクが1959年に発表したLPアルバム。30年後、1989年にCD化された。
5人で、モンクのオリジナル5曲を演奏している。
プロデューサーはオリン・キープニュースでリバーサイド・レコードから出た。
村上春樹はジャズ批評書『ポートレイト・イン・ジャズ』（新潮文庫）ｐ160で、「このLPはずいぶん繰り返して聴いたが、どれだけ聴いても聴き飽きしなかった。すべての音、すべてのフレーズの中に、絞っても絞っても絞りきれぬほどの滋養が染み込んでいた」と評した。
オールミュージックのリンジー・プレーナーによると、「モンクがとても目立つトランペット（この場合はコルネット）とサックスの両方を取り入れた標準的バップ・リズムセクションを使ったのはこれが初めて」である。

## 曲目リスト
| 曲番 | 曲名                            | 収録時間 | 作曲                           | 備考               |
| ---- | ------------------------------- | -------- | ------------------------------ | ------------------ |
| 1    | ジャッキーイング                | 6分06秒  | モンク                         |                    |
| 2    | ストレート、ノー·チェイサー     | 9分21秒  | モンク                         |                    |
| 3    | プレイド・トゥワイス（テイク3） | 7分59秒  | モンク                         |                    |
| 4    | プレイド・トゥワイス（テイク1） | 6分56秒  | モンク                         | ボーナス・トラック |
| 5    | プレイド・トゥワイス（テイク2） | 7分52秒  | モンク                         | ボーナス・トラック |
| 6    | アイ・ミーン・ユー              | 9分47秒  | モンクとコールマン・ホーキンス |                    |
| 7    | アスク・ミー・ナウ              | 10分46秒 | モンク                         |                    |

## メンバー
- セロニアス・モンク  - ピアノ
- サド・ジョーンズ  - コルネット
- サム・ジョーンズ  - ベース
- チャーリー・ラウズ  - テナーサックス
- アート・テイラー  - ドラムス

## 参照
1. ↑  https://www.allmusic.com/album/r144131
2. ↑  Allmusic entry for 5 by Monk by 5